# Ксеноглосія
Ксеноголосія — термін походить від грецького «ксенос» - чужий, «глосс» - мова, і означає, що людина раптово починає говорити на незнайомій для неї мові, іноді сучасній, іноді на стародавньому діалекті вимерлої мови, а то й зовсім на «нікому невідомій».

## Випадки ксеноголосії
Один із найвідоміших випадків, що стався в 1931 році, пов'язаний із дівчинкою Айві Картер Бомонт (англ. Ivy Carter Beaumont) під псевдонімом Розмарі (англ. "Rosemary"). Ця дівчинка, як повідомлялося, була здатна говорити на давній мові, а сама себе вважала Телекою Вентуї, яка мешкала в Давньому Єгипті за часів правління XVIII династії, тобто приблизно в 1400 до н. е. році до нашої ери.
Самоназваний єгиптолог Альфред Халм (англ. Afred Hulme) особисто приїхав переконатися в цьому. Він поставив їй кілька запитань та переконався, що дівчинка нібито обізнана про звичаї, мову і писемність єгиптян часів Аменхотепа III.
Однак, згідно з лінгвісткою Карен Столзноу (англ. Karen Stollznow) «Кілька вчених незалежно перевірили дані, наведені Халмом, та дійшли висновку, що аналіз був дуже неточний. Халм переплутав середню єгипетську із пізньою єгипетською… Також вони знайшли докази його фальсифікації багатьох результатів.».
Психіатр Ян Претімен Стівенсон зафіксував декілько випадків ксеноголосії.